# Marc Rostan
Marc Rostan, né le 30 novembre 1963 à Paris est un pilote automobile français. Il compte douze participations aux 24 Heures du Mans entre 1995 et 2012.

## Carrière
Marc Rostan commence la compétition automobile en 1987 en Trophée Peugeot 505 turbo. En 1988 il passe en Peugeot coupe 309 turbo, puis il fera ses débuts en 1990 en Formule 3. Il finira troisième du championnat de France de F3b en 1993. 
Marc participe au championnat international de Formule 3000 (l'antichambre de la Formule 1 ) avec Omegaland en 1994 sur une  Lola T94/50 - Zytek Judd, en 1995 avec Gosselin Compétition sur une Reynard 95D - Cosworth et en 1996 avec Madgwick International sur une Lola T96/50 - Zytek .
En 1994 Il participe pour la première fois aux 24 Heures du Mans en 1995 au volant d'une Welter Racing WR LM94, aux côtés de Pierre Petit et Patrick Gonin , il partira en pole position mais l'écurie abandonne à la quatrième heure sur accident,. Pour sa deuxième participation au 24 Heures du Mans en 1996 toujours avec  Welter Racing WR LM94 et les mêmes coéquipiers alors qu'il était en tete de la catégorie LMP2 l'écurie abandonnera pour casse mécanique.
En 1998 Marc roule pour l'écurie Paul Belmondo Racing en Porsche Supercup sur une Porsche 996 et en championnat du Monde de GT sur une Porsche 911 GT2. En 1999 toujours avec le Paul Belmondo Racing il participera au 24h du mans avec Paul Belmondo et Tiago Monteiro sur une Chrysler Viper GTS R il finira sixième de la catégorie GT2 et dix septième du classement général.
En 2006, avec Pierre Bruneau, il termine vice-champion des Le Mans Series dans la catégorie LMP2.
En août 2008, il détient le record de participation (vingt-trois) à une course de Le Mans Series ; Marc Rostan est alors le seul pilote à avoir pris le départ de la totalité des courses depuis la saison inaugurale en 2004.
Toujours en 2008, lors des 24 Heures du Mans, à bord de la Radical SR9 de Team Bruichladdich Radical, il se classe à la sixième place de la catégorie LMP2 (trente-et-unième du général),.
En juin 2009, Marc Rostan dispute une cinquième fois consécutive les 24 Heures du Mans. Il épaule Pierre Bruneau, l'un des propriétaires de l'écurie, mais abandonne. Après les 24 Heures du Mans, Marc Rostan est annoncé pour participer à la manche de Magny-Cours des Bioracing Series.
En 2011, au volant de l'Oreca 03 de Race Performance qu'il partage avec Ralph Meichtry et Michel Frey, il termine septième du LMP2 à l'occasion des 1 000 kilomètres de Spa.
En 2012 il participera au 24h du mans avec le team Gulf Racing Middle East aux côtés de Jean-Denis Délétraz et de Keiko Ihara sur une Lola B12/80-Nissan en LMP2.
En 2015 Marc terminera troisième des 24h de spa  dans sa catégorie au sein du team Kessel racing sur une Ferrari 458 Italia GT3.
De 2017 a 2018 , il participe à la Blancpain Endurance Cup. Il pilote l'Audi R8 LMS de Saintéloc Racing dans la catégorie Pro-Am. Il découvre la voiture lors d'une séance d'essais organisé sur le circuit de Dijon-Prenois. Selon lui la nouvelle Audi R8 LMS est très différente de sa prédécesseur : « J’ai eu l’impression de rouler dans une toute nouvelle Audi R8 LMS. Son comportement est totalement différent. Là, j’ai retrouvé une vraie voiture de course. La R8 LMS est une GT3 qui a beaucoup d’aéro et peu de moteur. L’an dernier, elle pouvait s’avérer piégeuse, ce qui a rendu la tâche plus difficile dans certaines conditions. Au volant d’un prototype, on ressent de suite l’aéro. Les pilotes Audi ont l’habitude de rouler dans la R8 LMS, ils peuvent donc plus facilement se sortir de l’aéro. Je n’ai jamais autant connu de figures que l’année passée sans pour autant sortir de la piste ». En tant que pilote amateur, Marc Rostan est classé bronze par la Fédération internationale de l'automobile. Selon lui, il pilote uniquement grâce à ses partenaires : « Je peux rouler uniquement grâce à mes fidèles partenaires qui cherchent une organisation de qualité, ce qui est le cas de la Blancpain GT Series. Il est possible de faire une belle opération de communication autour des 24 Heures de Spa ». Il termine vingt-septième du classement général à Monza, trente-et-unième à Silverstone et trentième au Paul-Ricard. En juillet, lors des 24 Heures de Spa, il abandonne.
En 2019 Marc roule en Blancpain Endurance cup pour le team Boutsen Ginion Racing sur une BMW M6 GT3 et une Lamborghini huracan GT3.